# Adam Clayton
Adam Charles Clayton (Chinnot, Oxfordshire, 13. ožujka 1960.), irski glazbenik, basist sastava U2. Odrastao u County Dublin, dok se obitelj nije odselila u Malahide, kad je imao pet godina. Claytonovi su bili kućni prijatelji s Evansovima, te je na taj način Adam došao u kontakt s braćom Dickom i Daveom (The Edge). Sva trojica, zajedno s Bonom i Larryjem Mullenom ml. činili su grupu Feedback, koja će kroz neko vrijeme preko Hypea postati U2, samo bez Dicka Evansa. Adam, osim što je basist grupe i Bonov vjenčani kum, bio je do dolaska Paula McGuinnessa i menadžer grupe. Njegovo snalaženje bas-gitarom vrlo je upečatljivo u pjesmama "New Year's Day" i "With Or Without You", te je zajedno s Larryjem Mullenom ml. 1996. imao solo projekt za film "Mission: Impossible". Jedini neoženjeni član grupe, no, početkom 1990.-ih bio zaručen sa supermodelom Naomi Campbell. 